# Sukë
Sukë je obec v okresu Gjirokastër, kraji Gjirokastër, jižní Albánii.